# Lê Vân, yêu và sống
Lê Vân, yêu và sống là tự truyện của nghệ sĩ múa, diễn viên điện ảnh Lê Vân, do nhà thơ nữ Bùi Mai Hạnh ghi, xuất bản bởi Nhà xuất bản Hội nhà văn, ra mắt người đọc tháng 10 năm 2006. Cuốn tự truyện này gồm 364 trang khổ 14,6 x 20,5 cm.
Xung quanh quyển tự truyện này đã nổi lên nhiều tranh luận, nhiều bài báo khen chê sau khi tác phẩm được xuất bản.

## Đôi nét về nhân vật và cũng là tác giả
Bài chi tiết: Lê Vân
Lê Vân là con gái cả của Nghệ sĩ nhân dân Trần Tiến và Nghệ sĩ ưu tú Lê Mai. Lê Vân còn hai em gái cũng rất nổi tiếng trong giới nghệ sĩ: Nghệ sĩ Nhân dân Lê Khanh và Nghệ sĩ Ưu tú Lê Vi. Cả ba cô con gái của Nghệ sĩ Trần Tiến đều lấy họ mẹ làm tên đệm nghệ danh, và người hâm mộ nhiều khi quên mất họ thật của ba người theo họ bố là Trần Lê Vân, Trần Mai Khanh, Trần Lê Vy.
Lê Vân đã từ bỏ nghiệp diễn hơn chục năm nay.

## Nội dung tác phẩm
Trong tự truyện Lê Vân kể về cuộc sống thời niên thiếu khốn khổ của mình và gia đình, những xung đột về tình cảm giữa hai ông bà Trần Tiến - Lê Mai và sau đó là ba mối tình, lúc đầu với một người Việt, sau đó là một Việt Kiều và hiện nay với một người mang quốc tịch Hà Lan...

### Cuộc sống ấu thơ
Thời thơ ấu của Lê Vân luôn khắc khoải với câu hỏi "Vân ơi, Vân là ai?". Trong khoảng chục năm đầu của cuộc đời Lê Vân đã có vài ba lần thay đổi nơi ở: nhà ông nội 136 phố Quan Thánh, Hà Nội - nhà bà ngoại 64 B phố Cầu Đất, Hải Phòng và ở ngay cả trong rạp hát Kim Môn cùng với mẹ.
Mười tuổi, Lê Vân vào trường múa ở Hà Nội để sau đó bảy năm trở thành diễn viên múa nổi tiếng của Nhà hát ca múa kịch Trung ương, rồi sau đó nữa trở thành diễn viên điện ảnh với nhiêu vai chính như Chị Dậu trong phim cùng tên, vai Duyên trong phim Bao giờ cho đến tháng mười, vai Tuyên phi Đặng Thị Huệ trong phim Đêm hội Long Trì.
Trong tự truyện, cuộc sống thời nhỏ của Lê Vân nổi bật với những thiếu thốn về vật chất, gian khổ trong thời chiến, và những mâu thuẫn trong gia đình. Điểm gây tranh luận nhiều nhất với người đọc là những đoạn miêu tả, nhận định về người cha Trần Tiến như một người vô dụng trong nhà, chỉ nổi tiếng ngoài xã hội, không tròn vai người chồng, người cha trong nhà.

### Cuộc tình thứ nhất
Cuộc tình thứ nhất, theo tự truyện là cuộc tình với "người ấy". Người ấy hơn Lê Vân hai chục tuổi, là một đạo diễn opera học ở Nga về, đã có vợ và con. Cuộc tình kéo dài hơn mười năm với bao mặc cảm về tội lỗi của Lê Vân cuối cùng dẫn đến "người ấy" phải chia tay với vợ con nhưng không thể dẫn đến hôn nhân với Lê Vân vì đúng lúc ấy Lê Vân đã gặp và chấp nhận một tình yêu mới đến với chằng lãng tử Việt Kiều quốc tịch Canada. (Trong mười năm "bế tắc" này, Lê Vân cũng đã có một quyết định nông nổi là đăng ký kết hôn với người đã có cảm tình với cô bao lâu nay, nhưng cuộc hôn nhân này chỉ vỏn vẹn có vài ngày và họ đã đi đến quyết định ly dị).

### Cuộc tình thứ hai
Cuộc tình thứ hai nảy sinh trong một đợt Lê Vân vào biểu diễn tại Sài Gòn. Nơi đó Vân gặp một chàng Việt Kiều lãng tử đã cư xử chân thành và giúp Lê Vân trong những khó khăn nơi đất khách. Đó là một người Việt lai đã có vợ con sinh sống ở Canada. Kết quả là chàng lãng tử lặng lẽ về Canada ly dị vợ và có cuộc hôn nhân chính thức với Lê Vân. Sau mười năm chung sống, Lê Vân cảm thấy con người nghèo nàn về tinh thần của người này và hai người ra tòa li hôn. Tại tòa án, Lê Vân đã dũng cảm nói rõ đứa con trai mới sinh không phải là con của người chồng hợp pháp là Việt kiều này. Đứa con đó là kết quả của mối tình thứ ba cũng rất lãng mạn với một người Hà Lan làm công tác ngoại giao.

### Hiện tại
Người đàn ông đích thực của Lê Vân là người Hà Lan - Abraham, người hâm mộ Lê Vân ngay lần đầu xem Lê Vân biểu diễn trên một sân khấu ngoài trời ở Việt Nam, sau đó gặp lại ở Indonesia. Lê Vân đã sinh được một con trai với Abraham ngay khi còn là vợ của chàng lãng tử. Abraham đã có vợ và hai con ở Hà Lan, nhưng ông đã chia tay không chính thức với vợ và muốn sau này có điều kiện sẽ đoàn tụ cả gia đình và đưa ba mẹ con ra nước ngoài sinh sống cùng trong một ngôi nhà riêng của họ...

## Những bình luận về tác phẩm

### Dư luận xã hội
Cuốn tự truyện đã gây nên một cơn sốt sách ở Hà Nội và Thành phố Hồ Chí Minh. Nhiều bản sách in lậu đã được đưa ra thị trường để đáp ứng nhu cầu người đọc. Nó cũng cuốn theo nhiều cuộc tranh cãi trên báo chí trong nước.
Nếu tách bạch ra, cần phân biệt hai Lê Vân: Lê Vân nghệ sĩ múa, diễn viên điện ảnh con của Trần Tiến - Lê Mai và Lê Vân - nhân vật văn học.
Phần bị chê nhiều là Lê Vân đời thực vì những ứng xử không hợp chuẩn mực của người Việt, tuy cũng được khen là sống trung thực, dám kể hết về mình và người thân.
Phần được khen là Lê Vân - nhân vật. Một người sống thật, yêu hết mình, sống cho mình theo những chân giá trị đạo đức mới, không cổ hủ, không nhẫn nhịn.

### Bố mẹ của Lê Vân
Sau khi đọc được tác phẩm, cả bố và mẹ của Lê Vân đều sốc trước nội dung của cuốn tự truyện.
| “                                    | Cả đời tôi chưa bao giờ mắng Vân một câu. Lê Khanh vẫn nhớ và nhắc lại: Quá lắm thì bố cũng chỉ lấy mấy cọng rơm dọa chứ đã bao giờ đánh chúng con đâu. Chỉ là dọa thôi. Vậy mà... Tôi không hiểu nổi vì sao Vân lại viết như thế? | ” |
| — NSND Trần Tiến chia sẻ với báo chí | |   |

Chịu cú sốc lớn trong gia đình cũng khiến sức khỏe của ông suy giảm, nhưng vì mối quan hệ giữa ông và Lê Vân vẫn còn căng thẳng nên Lê Vân hầu như không liên lạc để hỏi thăm sức khỏe bố trong thời gian này.
Trong hơn 300 trang sách, Lê Vân dành không ít trang nói thẳng, nói thật về bố, người đàn ông chưa bao giờ đưa nổi một tháng lương về cho vợ con, người "đắm chìm trong những cuộc tình triền miên từ trẻ cho đến giờ". Cả cái giây phút chị một mình vác bụng đi đẻ với lỉnh kỉnh đồ đạc thì ông bố nhìn thấy cũng không nói lời nào...
| “ | Với 50 năm lao động nghệ thuật không thể phủ nhận bề dày những đóng góp của ông cho sân khấu kịch nói Việt Nam. Nhưng tiếc thay, ông chưa từng đóng góp một vai không kém phần quan trọng trong cuộc đời mỗi con người, đó là vai người chồng, người cha trong gia đình. | ” |

| “ | Phụng dưỡng bố là bổn phận, còn tình yêu chắc là không có. | ” |

| “                                                           | Phận làm con, tôi xin lỗi bố về tất cả những mặc cảm méo mó về ông trong tôi. Và tôi thầm nghĩ, chắc gì mình đã hiểu bố. | ” |
| — Trích những câu nói của Lê Vân khi nói về bố ở trong sách | |   |

Khi đọc một phần cuốn sách đăng trên báo, nghệ sĩ Trần Tiến nói rằng ông không muốn đôi co với con trên báo chí. Ông nói: "Tôi không phải con người như thế nhưng tôi không thể nào trách con, vì đó là con mình".
Một nghệ sĩ cùng thời và có quan hệ với gia đình Lê Vân trong tự truyện đã phản ứng mạnh mẽ và cho là Lê Vân không trung thực, nhưng mẹ nghệ sĩ Lê Mai - mẹ của Lê Vân cho biết là chuyện có thật dù rằng cuốn sách ra đời đã cho bà một quả bom. Trước áp lực của dư luận, bà Lê Mai phải lên tiếng để bảo vệ Lê Vân.

### Nghệ sĩThanh Tú
Nghệ sĩ nhân dân Thanh Tú đã cảm thấy rất bức xúc khi đọc cuốn tự truyện:
| “               | Nếu bảo không kể ra thì người ta không biết mình cô đơn, khổ sở, không biết mình phải chịu cay đắng, vậy chứ cay đắng là do ai? Có phải do mình sống cực đoan, không thèm giao lưu với người thân không? | ” |
| — NSND Thanh Tú | |   |

Không những thế Nghệ sĩ nhân dân, đạo diễn Phạm Kỳ Nam cũng được Lê Vân "lôi" vào cuốn tự truyện vì những mối tình được coi là "nghe đồn":
| “               | Trong cuốn tự truyện, Lê Vân nhắc đến ông chồng tôi, đạo diễn Phạm Kỳ Nam, rằng anh ấy mê Vân nhưng cô không thèm đáp lại mà chỉ lo chống đỡ. Tôi không cần biết chuyện Lê Vân viết là thật hay không thật. Nhưng bây giờ anh ấy chết rồi còn lôi anh ấy ra làm gì. Nào là chết cô độc ở Đồn Đất, yêu cô ca sĩ này kia. Lại "nghe đồn", chỉ nghe đồn thì viết làm gì? Nếu "nghe đồn" thì giữa ông Nam và Vân hơi bị "có chuyện" đấy ạ. Bảo rằng viết tự truyện thì phải có chi tiết cụ thể, tên tuổi rõ ràng. Nhưng sao lôi tên ông chồng tôi ra mà lại giấu tên ông Văn Hà mối tình đầu? Ai chẳng biết Phạm Kỳ Nam là chồng tôi. May mà không đưa tên tôi vào. Có phải vì ông ấy chết rồi không cãi được nên mang ra kể không. Đạo diễn Phạm Kỳ Nam chính là người phát hiện ra Lê Vân, đưa cô vào điện ảnh với phim Chom và Sa, sau này là Tự thú trước bình minh. Người đưa Lê Vân vào phim Chị Dậu là đạo diễn Phạm Văn Khoa, phim Bao giờ cho đến tháng Mười thì Đặng Nhật Minh... Nhưng tôi đọc sách chỉ thấy cô chê mà không hề khen ai, rợn cả người. Một nghệ sĩ nhân dân như Trà Giang, đóng bao nhiêu vai chính trong đời, tham dự bao nhiêu liên hoan phim quốc tế nhưng đã bao giờ phát biểu một câu phũ như Lê Vân về điện ảnh Việt Nam chưa? Riêng đối với anh Phạm Kỳ Nam, chị Trà Giang mãi mãi là tri âm tri kỷ của anh ấy, là người bạn của cả gia đình tôi. Không bao giờ tôi quên được những lời vĩnh biệt của Trà Giang khi anh Nam mất, chị ấy bay từ Sài Gòn ra, ôm lấy Quốc Trung con trai anh Nam mà động viên an ủi... Lẽ ra tôi không lên tiếng mặc dù rất giận vì tên chồng tôi bị dính vào, các con anh ấy đọc được sẽ nghĩ gì. Nhưng rồi hôm qua đến thăm Trần Tiến, tôi thấy anh ấy không còn là mình nữa: "Tôi đau quá cô ạ". Tôi không muốn con gái tôi đọc loại sách này nhưng theo trào lưu chung nó vẫn đọc, xong rồi bảo: "Đọc đến đâu phẫn nộ đến đấy. Những cuốn sách thế này chỉ làm hỏng thế hệ 8X chúng con". Tôi nghĩ Lê Vân đã viết một cuốn sách chỉ để thỏa mãn bản thân và lòng hiếu kỳ của bạn đọc, còn hậu quả của nó, cô ấy không thể lường hết được. | ” |
| — NSND Thanh Tú | |   |